# Primoriale
Per n ≥ 2, il primoriale di n, indicato con n#, è il prodotto di tutti i numeri primi minori o uguali ad n. Per esempio, il primoriale di 7 è 210, essendo il prodotto dei primi 4 numeri primi (2 × 3 × 5 × 7). Il nome “primoriale” (parola macedonia di primo e fattoriale) è attribuito ad  Harvey Dubner. I più piccoli primoriali sono:
2, 6, 30, 210, 2310, 30030, 510510, 9699690, 223092870, 6469693230, 200560490130, 7420738134810, 304250263527210, 13082761331670030, 614889782588491410. 
L'idea di moltiplicare tutti i primi compare nella dimostrazione del teorema dell'infinità dei numeri primi; è utilizzata per mostrare una contraddizione con l'assunzione della finitezza dei primi.
I primoriali hanno una certa importanza nella ricerca di numeri primi nelle progressioni aritmetiche. Per esempio, 2013041071 + k23# è un numero primo per 0 < k < 17, formando una sequenza di 16 primi ottenuti aggiungendo 23#, che termina con 5582526991. Inoltre 23# è anche la differenza comune di progressioni aritmetiche di quindici e sedici elementi.
Ogni numero altamente composto è un prodotto di primoriali (per esempio 360 = 2 × 6 × 30).

## Tavola dei primoriali
```
  
p
: 
p
# (
p
 primo)
---- ------------
  2: 2
  3: 6
  5: 30
  7: 210
 11: 2310
 13: 30030
 17: 510510
 19: 9699690
 23: 223092870
 29: 6469693230
 31: 200560490130
 37: 7420738134810
 41: 304250263527210
 43: 13082761331670030
 47: 614889782588491410
 53: 32589158477190044730
 59: 1922760350154212639070
 61: 117288381359406970983270
 67: 7858321551080267055879090
 71: 557940830126698960967415390
 73: 40729680599249024150621323470
 79: 3217644767340672907899084554130
 83: 267064515689275851355624017992790
 89: 23768741896345550770650537601358310
 97: 2305567963945518424753102147331756070
```